# Arpoador
À esquerda, a Praia do Arpoador. Ao centro, a Pedra do Arpoador. E, acima, a praia do Diabo.
Arpoador é uma praia e uma formação rochosa, ambas situadas no bairro de Ipanema, no município do Rio de Janeiro, no estado do Rio de Janeiro, no Brasil. Localiza-se entre as praias do Diabo e de Ipanema. Apresenta espaço restrito, por se tratar de uma praia pequena, com cerca de 500 metros de comprimento. A praia do Arpoador é conhecida como a praia dos surfistas, uma vez que conta com muitas ondas grandes, propícias à prática desse esporte.

## Etimologia
O nome do local provém do fato de, no local, no passado, ser possível arpoarem-se baleias. Assim, historiadores atribuem a origem do nome '''Arpoador''', ao fato de que, no período colonial, o local era utilizado por pescadores ("arpoadores") para visualização e posterior pesca com arpões das baleias que se aproximavam do local. Outros também dizem que o nome '''Arpoador''' surgiu da observação aérea da "Pedra do Arpoador", que sugere a alguns a visualização de uma pessoa segurando um objeto semelhante a um arpão.  

## Parque Garota de Ipanema
Na região do Arpoador, encontra-se o parque Garota de Ipanema, que leva o nome da famosa música de Vinícius de Moraes e Tom Jobim. Além de ponto de recreação e lazer, o parque também serve de palco para apresentações de artistas conhecidos.

## História
Foi esta praia a escolhida pela alemã (radicada no Brasil) Miriam Etz para usar, pela primeira vez em terras brasileiras, o biquíni, e isto ocorreu em 1948.

## Citações namúsica brasileira
- O cantor brasileiro Cazuza, na sua canção Faz parte do meu show, do seu álbum Ideologia de 1988, canta:

Vago na lua deserta das pedras do Arpoador.
- A banda musical de Minas Gerais Skank, em sua música "Te ver" (1994), cita:

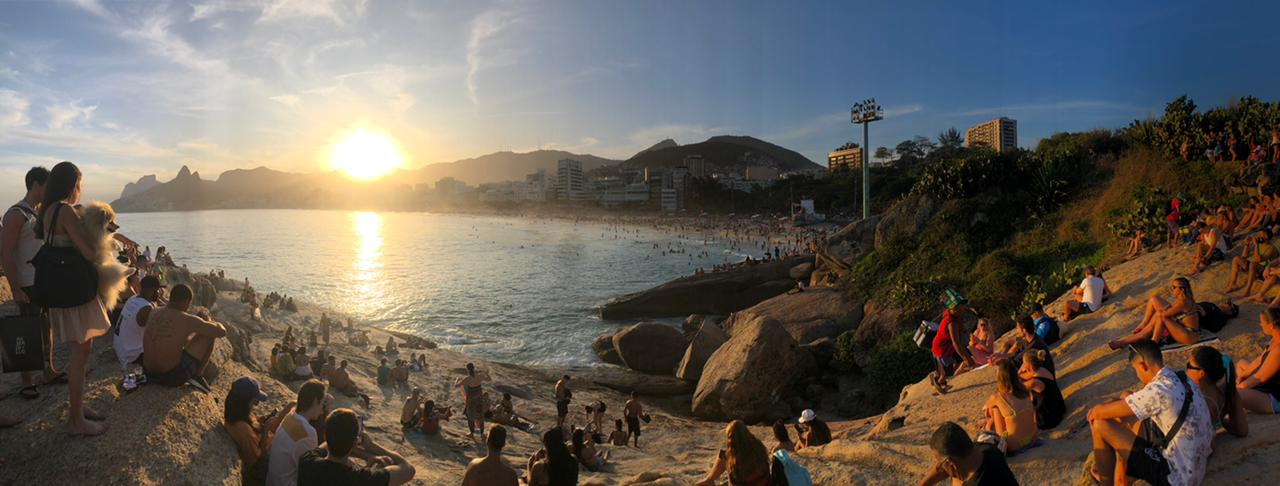
Panorama da Pedra do Arpoador em 2022

Te ter e ter que esquecer, é insuportável é dor incrível, é como não sentir calor em Cuiabá, ou como no Arpoador não ver o mar...